# Kozlov (Bochov)
Kozlov (németül: Koßlau) Bochov településrésze Csehországban a Karlovy Vary-i kerület Karlovy Vary-i járásában. Központi községétől 5 km-re délre fekszik. A 2001-es népszámlálási adatok szerint 64 lakóháza van.

## Története
A 20. század kezdetén még 94 lakóháza és több mint 400 lakosa volt. A második világháború után német lakosságát a csehszlovák hatóságok Németországba toloncolták. Azóta a települést folyamatos leépülés jellemzi, 1973-ban megszűnt önkormányzati intézménye a Helyi Nemzeti Bizottság, iskoláját 1978-ban zárták be, később postahivatala és vegyesboltja is hasonló sorsra jutott.